# Route nationale 518
Pour les articles homonymes, voir Route 518.
La route nationale 518, ou RN 518, était une route nationale française reliant Lyon à Die.
À la suite de la réforme de 1972, elle a été déclassée en RD 518. Depuis 2006, la section située dans le Rhône a été renumérotée RD 318.

## Tracé
- Lyon (km 0)
- Saint-Priest (km 8)
- Saint-Pierre-de-Chandieu (km 16)
- Heyrieux (km 19)
- Diémoz (km 24)
- Saint-Georges-d'Espéranche
- Beauvoir-de-Marc (km 34)
- Royas
- Saint-Jean-de-Bournay (km 40)
- Lieudieu (km 47)
- Semons (km 51)
- La Côte-Saint-André (km 58)
- Brézins (km 64)
- Saint-Étienne-de-Saint-Geoirs (km 67)
- Col de Toutes Aures (km 74)
- Col du Cognet (km 76)
- Chasselay (km 78)
- Varacieux (km 81)
- Saint-Vérand (km 88)
- Saint-Marcellin (km 91)
- Saint-Romans (km 96)
- Pont-en-Royans (km 105)
- Sainte-Eulalie-en-Royans (km 107)
- Échevis (km 112)
- Tunnel des Grands Goulets
- La Chapelle-en-Vercors (km 123)
- Saint-Agnan-en-Vercors (km 127)
- Col de Rousset (km 142)
- Chamaloc (km 157)
- Die (km 163)